# Hansa-Haus (Herne)

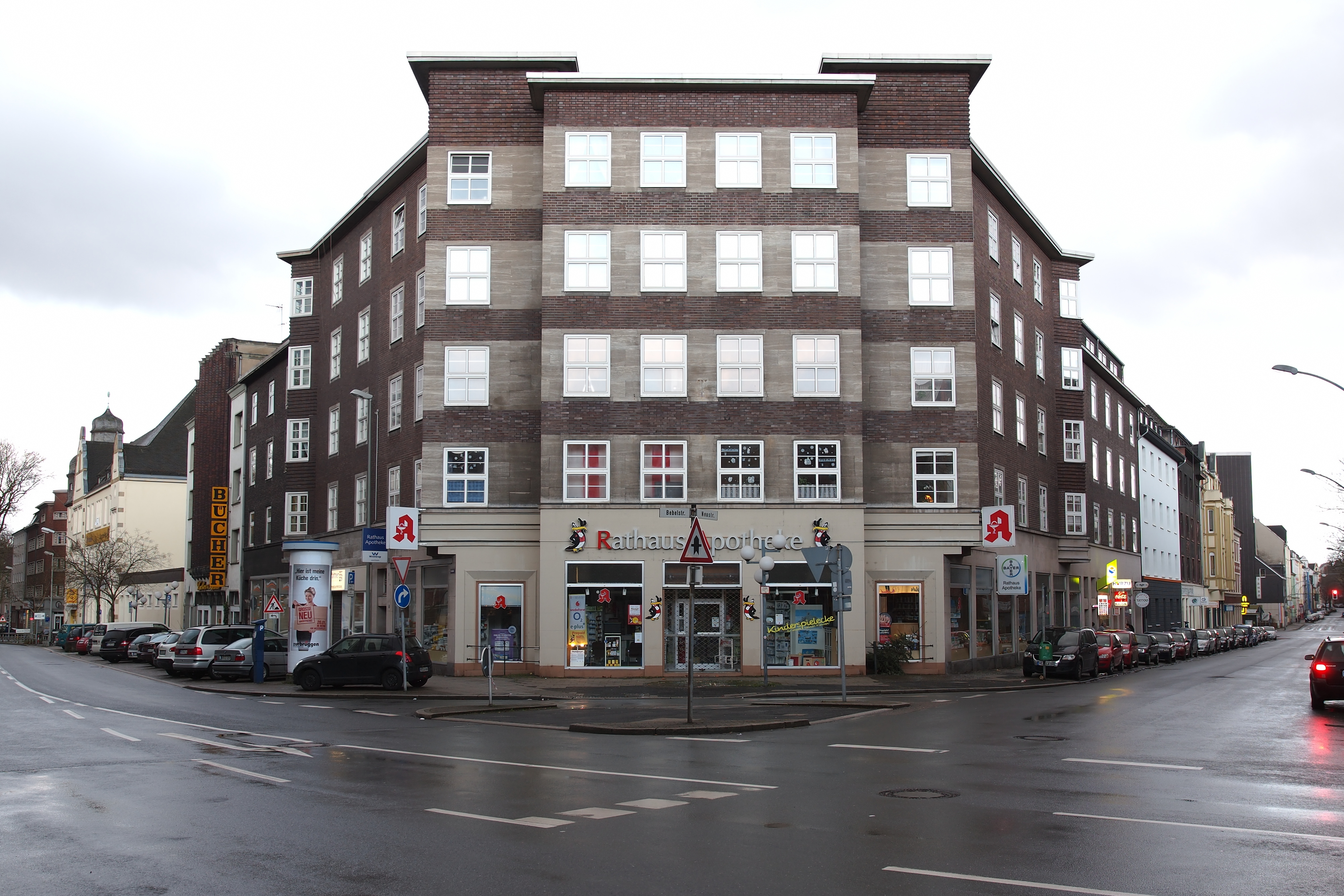
Hansa-Haus (2012)

Das Hansa-Haus im Schnitt der Bebelstraße (12–16) und der Neustraße (19–21) in Herne ist ein unter Denkmalschutz stehendes Baudenkmal. Es entstand 1927/1928 nach einem Entwurf des Architekten Karl Veuhoff, der zugleich als Bauherr firmierte. Der expressionistische Klinkerbau gehört in eine Reihe mit weiteren Wohn- und Geschäftshäusern die zu Ende der 1920er-Jahre auf dem Gebiet der heutigen Stadt Herne errichtet wurden, darunter als das vielleicht bedeutendste die Sparkasse Wanne-Eickel oder auch das Verlagshaus des angrenzenden Herner Anzeigers (Bebelstraße 18).

## Beschreibung
Der aus fünf Teilen bestehende dreiflüglige Baukörper von divergierender Schenkellänge (34 Meter zur Bebel- und gut 42 Meter zur Neustraße) stellt eine „städtebaulich gut eingebundene Lösung“ dar.
Das fünfgeschossige Wohn- und Geschäftshaus wird in dem mit Kalkstein verblendeten und mit einer größeren Raumhöhe ausgestatteten Erdgeschoss ausschließlich zu Geschäftszwecken genutzt. Risalitartig wird der Mittelteil Bebelstraße 12 betont, zu seinen Seiten erheben sich die durch Backsteinbänder betonten Ecken pylonartig über die sonstige Höhe des Bauwerks. Während dieser Teil mit einem Flachdach versehen ist, sind die angrenzenden Häuser Bebelstraße 14 und Neustraße 17 mit einer Kombination aus Flach- und Satteldach und die Endhäuser Bebelstraße 16 und Neustraße 19 mit einem flachgeneigten Satteldach nach oben abgeschlossen. Die Tiefe der einzelnen Abschnitte nimmt vom Kopf aus gleichmäßig zu; die letzte Achse des Hauses Neustraße 19 wird im Erdgeschoss als Hofdurchfahrt genutzt. Der Flügel an der Bebelstraße weist auf Grund seiner geringeren Länge mit sieben Achsen zwei weniger auf, als der zur Neustraße. Vom Mittelteil aus besehen wird die Fassade in den Obergeschossen durch Dreieckerker zur Betonung der Treppen gegliedert, zur Bebelstraße nach drei, an der Neustraße nach vier Achsen. Die horizontale Linienführung erfährt durch die zwischen den Fenstern in den Obergeschossen angebrachten Kalkplatten eine besondere Prägung. Der Schriftzug Hansa-Haus, der noch in den 1980er-Jahren oberhalb des dritten Obergeschosses am Mittelteil zu lesen war, wurde inzwischen abgenommen.
Die Eintragung des Hansa-Hauses in die Denkmalliste der Stadt Herne erfolgte am 13. Januar 1992 (Denkmal Nr. A 237).